# 蘇州織造署遺址
蘇州織造署遺址，位于江苏省苏州市姑苏区，原苏州城东南的带城桥下塘:15、孔付司巷内。最早可追溯至明末外戚周奎的故居:85。

## 初建
明朝初年，明廷在苏州设置的苏州织染局到崇祯年间完全停废除。清兵入关后的顺治二年（1645年），清廷重建南京、苏州、杭州的织造事务。顺治三年（1646年），工部右侍郎陈有明到任苏州。陈有明选择在带城桥东的孔付司巷、明代外戚周奎故居，设立苏州总织局:85。机房工场在天心桥:78，即明代织染局旧址。顺治四年（1647年），曾对明代织染局旧址增建和修理:85。
《苏州织造局志·卷三》所述建筑布局，“总织局前后有两所，三个大门，三间验缎厅，一百九十六间机房，四百五十张织机，五间绣缎房，七间局神祠，五间染房，厨房等二十几间。四面的围墙长一百六十八丈，开沟一带，长四十一丈，厘然成局，灿然可观”:85。
顺治年间，织造衙门在苏州城内有带城桥的“南局”、天心桥“北局”、洞桥地方“南新局”、顾家桥“北新局”等办公、生产经营场所。康熙十三年（1674年），南局的南半部被划定为办公衙门，称苏州织造府（苏州织造衙门、苏州织造署）。北半部为织造场:79。
康熙四十年（1701年），苏州织造李煦奉旨为礼部侍郎孙岳颁造住宅，占用“北新局”。康熙四十二年（1703年），李煦以织造府西花园为康熙帝南巡行宫。太湖石“瑞云峰”移置行宫。咸丰十年（1860年），太平军攻占苏州城，苏州织造毁于庚申之劫:82—83。

## 重建、湮灭
同治二年（1863年），清军李鸿章部收复苏州。清廷下令修复苏州织造，但因缺乏资金未成。织造局暂时安置于颜家巷民房内:85。同治十年（1871年），苏州织造德寿在原址重建织署。次年落成。“此次培宽临河之岸，新砌砖石照壁，费钱四万二千余串，建设房廊四百余间，其它司库、库使和笔帖式等署亦修缮一新”:83。至清末，苏州织造已日见式微。光绪三十三年（1906年），苏州织造局停织:85—86。日本人小此木藤四郎在清末所见：“柱倾壁斜，机台尘封，杂草丛生，鸡犬不出没。”:84
1911年武昌起义后，苏州织造府建筑遭到破坏，挪为他用，为“警察训练所”。1928年，吴县教育局将织署及行宫旧址拨给苏州私立振华女校（今江苏省苏州第十中学），多为公堂和机房建筑。此后改建为中学部校舍。1934年，振华高一学生徐湘贞撰文描述：“垂花门以西有瑞云峰一座，耸峙屹立该处，下瞰全宫，历历在目。今全宫被毁无遗，而该峰犹巍然独存。”:83—84

## 遗存、文物保护
目前是江苏省苏州第十中学校园。除瑞云峰外，大门外有石狮、头门、仪门、多祉堂、数块清朝碑石遗存。多祉堂边的龙井、西花园的水海皆称为织署旧物，但现代研究者指，“经过时代变幻，这恐怕已经很难说清了。”:83—84。
1980年，列为苏州市文物保护单位。后以织造署旧址之名列为江苏省文物保护单位。2013年5月，苏州织造署遗址被列为第七批全国重点文物保护单位。该处遗址未对外开放。有作者指出，遗址“应开放，改变目前封闭孤立式的保护模式”，并提高“保护的层次”，“仅存的丝绸国保应当融入丝绸文化的研究”:16。